# Regionaal Archief Gorinchem

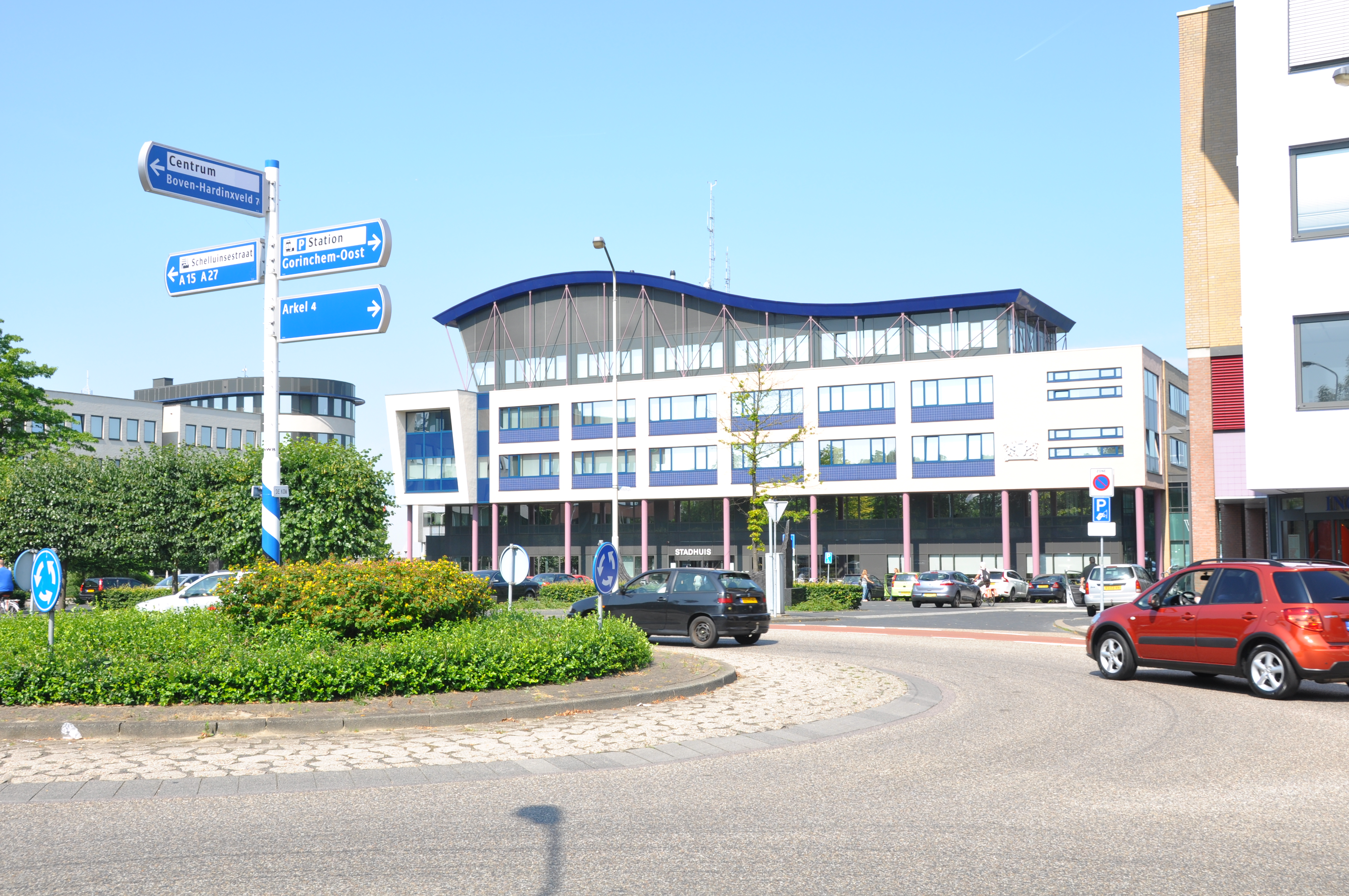
Het stadhuis van Gorinchem

Het Regionaal Archief Gorinchem (voorheen Stadsarchief Gorinchem) is een archiefinstelling die de archieven beheert van de gemeente Gorinchem, in de Nederlandse provincie Zuid-Holland, en de voormalige gemeenten Giessenlanden, Leerdam en Lingewaal. Daarnaast is er het archief van het voormalige Hoogheemraadschap van de Alblasserwaard en de Vijfheerenlanden ondergebracht. Het beheert ook archieven van kerkgenootschappen en andere voorheen particuliere archieven.
Het is gevestigd in het stadhuis van Gorinchem.